# Thliptodon diaphanus
Thliptodon diaphanus is een slakkensoort uit de familie van de Clionidae. De wetenschappelijke naam van de soort is voor het eerst geldig gepubliceerd in 1903 door Meisenheimer.